# Nishigai Naoko
Nishigai Naoko (西貝 尚子, sinh ngày 22 tháng 1 năm 1969) là một cựu cầu thủ bóng đá nữ người Nhật Bản.

## Đội tuyển bóng đá nữ quốc gia Nhật Bản
Nishigai Naoko thi đấu cho đội tuyển bóng đá nữ quốc gia Nhật Bản từ năm 1999.

## Thống kê sự nghiệp
| Nhật Bản  | Nhật Bản | Nhật Bản |
| Năm       | Trận     | Bàn      |
| --------- | -------- | -------- |
| 1999      | 2        | 0        |
| Tổng cộng | 2        | 0        |